# Klinisk genetik

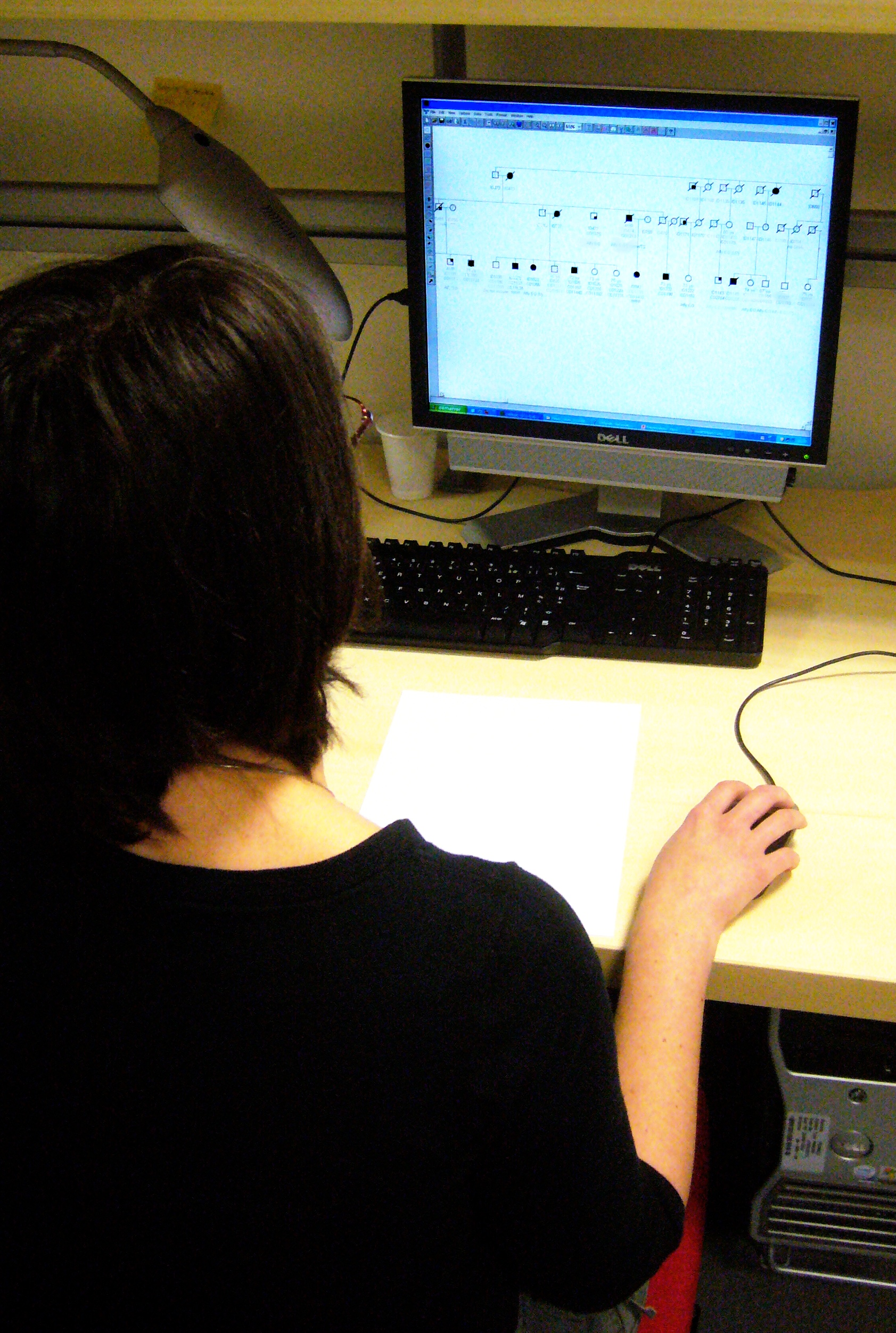
Klinisk genetik

Klinisk genetik är en medicinsk specialitet som inriktar sig på att undersöka arvsmassans inverkan på sjukdomar och missbildningar med mera. 
Klinisk genetik återfinns vid samtliga svenska universitetssjukhus.